# Games Convention
Pour les articles homonymes, voir GC.
La Games Convention, connue aussi sous le nom de Leipzig Games Convention, ou par son abrégé GC, était un événement vidéoludique annuel qui a eu lieu de 2002 à 2008 au parc des expositions de Leipzig, en Allemagne. En 2005, la Games Convention avait accueilli quelque 134 000 visiteurs, 2 000 journalistes et 280 exposants, venus de 15 pays différents, et se hisse donc au rang de second événement vidéo-ludique mondial, derrière le Tokyo Game Show (180 000 visiteurs et 2 600 journalistes en 2006).
À l'inverse de l’Electronic Entertainment Expo (E3) de Los Angeles, la Games Convention est ouverte à tous les visiteurs. Bien que le Business Center soit réservé aux exposants, aux professionnels et à la presse, le Show Floor (étage du show) est accessible aux joueurs de tous les âges.
Afin de protéger les visiteurs, ces derniers portent un bracelet qui indique leur âge : 6 ans et plus (jaune), 12 ans et plus (vert), 16 ans et plus (bleu) et 18 ans et plus (rouge). Ces couleurs correspondent aux indicateurs d'âge qu'utilise l'USK, l'équivalent allemand de la PEGI.

## Histoire
La première Games Convention s'est déroulée en 2002. Avec 105 000 visiteurs pendant l'édition 2004, les organisateurs s'attendaient à 110 000 visiteurs pour l'édition 2005. 134 000 visiteurs sont alors venus, allant au-delà des prévisions[réf. nécessaire]. Depuis 2007, étant donné que le salon E3 est minimalisé, la Games Convention devrait obtenir un rôle plus important sur la scène vidéoludique internationale.
La Games Convention se déroule le plus souvent au cours de la dernière semaine d'août. L'édition 2006, qui se tenait du 23 au 27 août fut très riche en annonces.
À noter qu'à partir de l'édition 2009, la Games Convention se reforme sous le nom de Games Convention Online et se focalisera sur les jeux sur navigateur web et jeux dits pour « casual gamers ». Le salon qui succède spirituellement à la Games Convention est la Gamescom qui se tient à Cologne depuis 2009.

### Statistiques
| Année | Dates                   | Visiteurs | Exposants | Professionnels | Journalistes | Surface d’exposition |
| ----- | ----------------------- | --------- | --------- | -------------- | ------------ | -------------------- |
| 2002  | 29 août – 1er septembre | 80 000    | 166       | 3 000          | 750          | 30 000 m2            |
| 2003  | 21 – 24 août            | 92 000    | 207       | 3 500          | 1 300        | 42 000 m2            |
| 2004  | 19 – 22 août            | 105 000   | 258       | 4 200          | 1 700        | 55 000 m2            |
| 2005  | 17 – 21 août            | 134 000   | 280       | 6 200          | 2 000        | 80 000 m2            |
| 2006  | 24 – 27 août            | 183 000   | 367       | 7 000          | 2 400        | 90 000 m2            |
| 2007  | 23 – 26 août            | 185 000   | 503       | 12 300         | 3 300        | 112 500 m2           |
| 2008  | 20 – 24 août            | 203 000   | 547       | 14 600         | 3 800        | 115 000 m2           |

## La conférence internationale des développeurs de jeux vidéo
Trois jours avant le début de la Games Convention se tient la conférence internationale des développeurs de jeux vidéo, connu aussi sous le nom de IGDC (International Games Developper Conference).

## Conférences de presse
Un jour avant l'ouverture au public, la Games Convention est ouverte aux journalistes et autres professionnels du jeu vidéo. C'est souvent à l'occasion de cette journée que les grandes firmes font leur conférence.

## Concert symphonique de musiques de jeux vidéo
Pour célébrer la Games Convention, le soir de l'ouverture, un grand concert symphonique de musiques de jeux vidéo se tient dans la Gewandhaus de Leipzig (salle de concerts sur l'Augustusplatz).